# Gymnocalycium taningaense
Gymnocalycium taningaense là một loài thực vật có hoa trong họ Cactaceae. Loài này được Piltz mô tả khoa học đầu tiên năm 1990.

## Hình ảnh

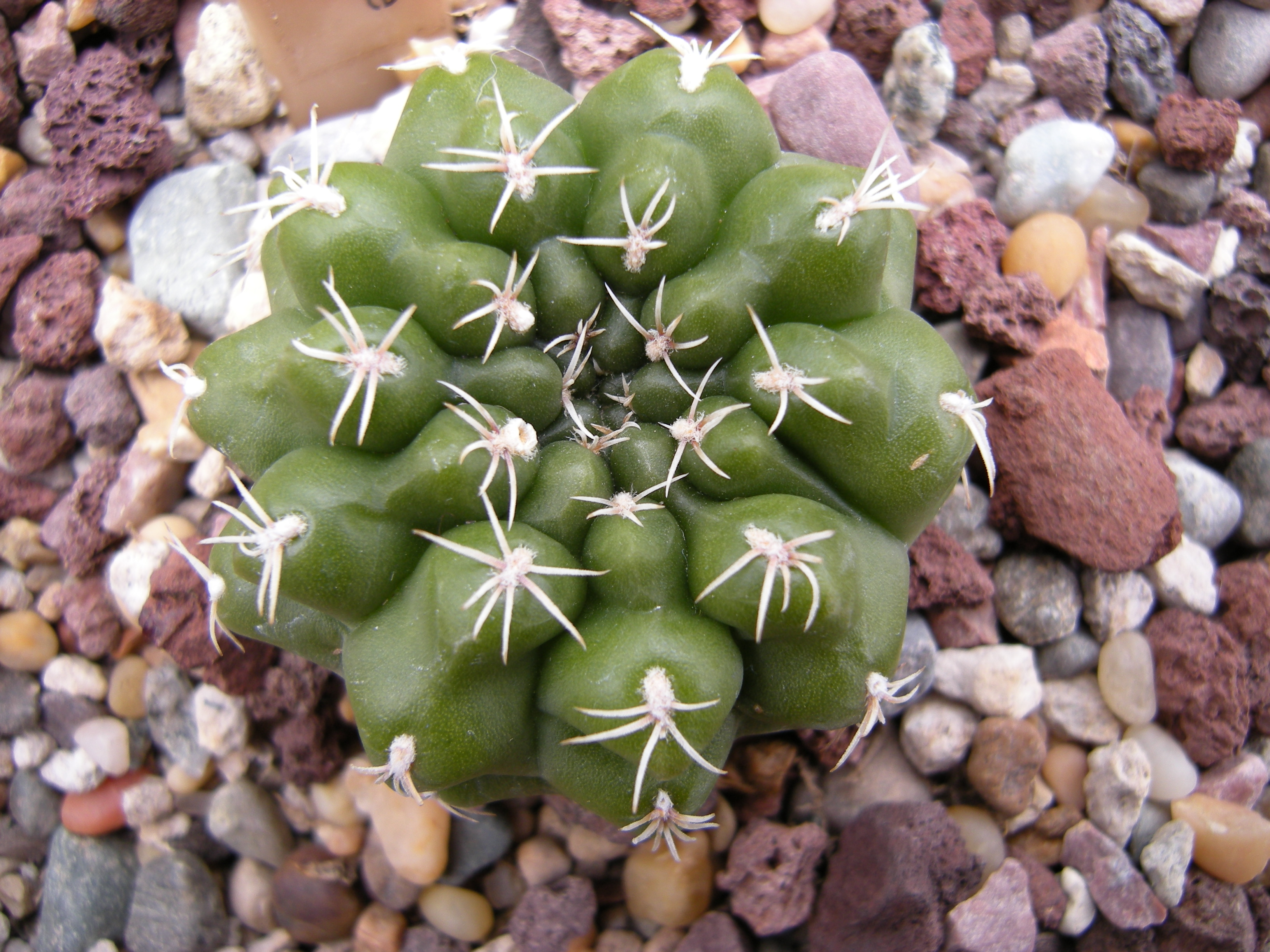